# Håndboldligaen 2021/22
Die Håndboldligaen 2021/22 (vollständiger Name nach dem Hauptsponsor HTH Herreligaen 2021/22) war die 86. Spielzeit der höchsten dänischen Spielklasse im Handball der Männer.

## Modus
In dieser Saison spielten im Grunddurchgang (dänisch Grundspil) 15 Mannschaften im Modus „Jeder gegen jeden“ mit je einem Heim- und Auswärtsspiel.
Abstiegsrunde
Die beiden Tabellenletzten des Grunddurchgangs stiegen direkt in die zweite dänische Liga ab. Die Mannschaften auf den Plätzen 9 bis 13 spielten in einer einfachen Runde jeder gegen jeden die weiteren Platzierungen aus, wobei das schlechteste Team anschließend in der Relegation im Modus Best-of-3 gegen den Zweiten der zweiten dänischen Liga antreten musste.
Meisterschaftsrunde
Die besten acht Mannschaften des Grunddurchgangs qualifizierten sich für die Meisterrunde, in der zunächst in zwei Vierergruppen (dänisch Slutspil pulje 1+2) erneut jeder gegen jeden antrat. Die beiden besten Mannschaften jeder Gruppe traten im Halbfinale (dänisch Semifinaler pulje 1+2) überkreuz gegeneinander im Modus Best-of-3 an. Die Verlierer der Halbfinals traten im Spiel um Bronze (dänisch Bronzekampe) erneut im Modus Best-of-3 gegeneinander an. Die Sieger der Halbfinals spielten im Finale (dänisch Finalekampe) im Modus Best-of-3 um die dänische Meisterschaft.
Europapokalteilnehmer
Der dänische Meister GOG sowie Aalborg Håndbold, die ein Upgrade von der Europäischen Handballföderation erhalten hatten, nahmen an der EHF Champions League 2022/23 teil. Skjern Håndbold, Skanderborg-Århus Håndbold und Bjerringbro-Silkeborg, die den Startplatz von Pokalsieger Aalborg bekamen, qualifizierten sich für die EHF European League 2022/23.

## Grunddurchgang
| Pl.                                      | Verein                     | Sp. | S  | U | N  | Tore      | Diff. | Punkte  |
| ---------------------------------------- | -------------------------- | --- | -- | - | -- | --------- | ----- | ------- |
| 1.                                       | GOG                        | 28  | 25 | 2 | 1  | 0929:7940 | +135  | 052:40  |
| 2.                                       | Aalborg Håndbold (M)       | 28  | 23 | 1 | 4  | 0931:8080 | +123  | 047:90  |
| 3.                                       | Skjern Håndbold            | 28  | 18 | 1 | 9  | 0810:7510 | +59   | 037:190 |
| 4.                                       | Skanderborg-Århus Håndbold | 28  | 17 | 2 | 9  | 0800:7750 | +25   | 036:200 |
| 5.                                       | Bjerringbro-Silkeborg      | 28  | 16 | 1 | 11 | 0846:8050 | +41   | 033:230 |
| 6.                                       | Fredericia HK              | 28  | 14 | 1 | 13 | 0833:8310 | +2    | 029:270 |
| 7.                                       | Mors-Thy Håndbold          | 28  | 12 | 2 | 14 | 0819:7980 | +21   | 026:300 |
| 8.                                       | Ribe-Esbjerg HH            | 28  | 12 | 0 | 16 | 0798:8150 | −17   | 024:320 |
| 9.                                       | Lemvig-Thyborøn Håndbold   | 28  | 9  | 4 | 15 | 0744:8380 | −94   | 022:340 |
| 10.                                      | Nordsjælland Håndbold (N)  | 28  | 8  | 5 | 15 | 0769:8100 | −41   | 021:350 |
| 11.                                      | SønderjyskE Håndbold       | 28  | 9  | 3 | 16 | 0771:8010 | −30   | 021:350 |
| 12.                                      | KIF Kolding                | 28  | 7  | 5 | 16 | 0800:8580 | −58   | 019:370 |
| 13.                                      | Team Tvis Holstebro        | 28  | 9  | 1 | 18 | 0820:8580 | −38   | 019:370 |
| 14.                                      | TMS Ringsted               | 28  | 8  | 3 | 17 | 0805:8720 | −67   | 019:370 |
| 15.                                      | Skive fH (N)               | 28  | 6  | 3 | 19 | 0751:8420 | −91   | 015:410 |
| Quelle: Flashscore, Stand: 30. Juni 2022 |                            |     |    |   |    |           |       |         |

| Legende |                                    |
| (M)     | Dänischer Meister der Vorsaison    |
| (N)     | Aufsteiger aus der der 1. Division |
|         | Dänischer Meister 2021/22          |
|         | Teilnehmer an der Meisterrunde     |
|         | Teilnehmer Abstiegsrunde           |
|         | Abstiegsplatz                      |

## Abstiegsrunde
| Pl.                                      | Verein                   | Sp. | S | U | N | Tore      | Diff. | Punkte |
| ---------------------------------------- | ------------------------ | --- | - | - | - | --------- | ----- | ------ |
| 1.                                       | SønderjyskE Håndbold     | 4   | 4 | 0 | 0 | 0144:1180 | +26   | 08:00  |
| 2.                                       | Nordsjælland Håndbold    | 4   | 2 | 1 | 1 | 0124:1210 | +3    | 05:30  |
| 3.                                       | Lemvig-Thyborøn Håndbold | 4   | 2 | 0 | 2 | 0123:1270 | −4    | 04:40  |
| 4.                                       | KIF Kolding              | 4   | 0 | 2 | 2 | 0122:1270 | −5    | 02:60  |
| 5.                                       | Team Tvis Holstebro      | 4   | 0 | 1 | 3 | 0121:1410 | −20   | 01:70  |
| Quelle: Flashscore, Stand: 30. Juni 2022 |                          |     |   |   |   |           |       |        |

### Relegation
Gespielt wurde im Modus Best-of-3, wobei die Mannschaft, die zuerst drei Punkte erreichte, an der Håndboldligaen 2022/23 teilnahm. Bei Gleichstand nach drei Spielen entschied ein Siebenmeterwerfen direkt nach dem dritten Spiel.
| Datum        | Team 1              | Ergebnis | Team 2              |
| ------------ | ------------------- | -------- | ------------------- |
| 12. Mai 2022 | Team Tvis Holstebro | 35:26    | HØJ Håndbold        |
| 17. Mai 2022 | HØJ Håndbold        | 27:33    | Team Tvis Holstebro |

## Meisterschaftsrunde

### Gruppe 1
| Pl.                                      | Verein                     | Sp. | S | U | N | Tore      | Diff. | Punkte |
| ---------------------------------------- | -------------------------- | --- | - | - | - | --------- | ----- | ------ |
| 1.                                       | GOG                        | 6   | 5 | 1 | 0 | 0175:1710 | +4    | 011:10 |
| 2.                                       | Bjerringbro-Silkeborg      | 6   | 5 | 0 | 1 | 0184:1600 | +24   | 010:20 |
| 3.                                       | Skanderborg-Århus Håndbold | 6   | 2 | 0 | 4 | 0165:1720 | −7    | 04:80  |
| 4.                                       | Ribe-Esbjerg HH            | 6   | 0 | 0 | 6 | 0167:1880 | −21   | 00:120 |
| Quelle: Flashscore, Stand: 30. Juni 2022 |                            |     |   |   |   |           |       |        |

### Gruppe 2
| Pl.                                      | Verein            | Sp. | S | U | N | Tore      | Diff. | Punkte |
| ---------------------------------------- | ----------------- | --- | - | - | - | --------- | ----- | ------ |
| 1.                                       | Aalborg Håndbold  | 6   | 5 | 0 | 1 | 0190:1760 | +14   | 010:20 |
| 2.                                       | Skjern Håndbold   | 6   | 4 | 0 | 2 | 0181:1630 | +18   | 08:40  |
| 3.                                       | Mors-Thy Håndbold | 6   | 2 | 0 | 4 | 0193:1930 | ±0    | 04:80  |
| 4.                                       | Fredericia HK     | 6   | 1 | 0 | 5 | 0165:1970 | −32   | 02:100 |
| Quelle: Flashscore, Stand: 30. Juni 2022 |                   |     |   |   |   |           |       |        |

### Halbfinale
Gespielt wurde im Modus Best-of-3, wobei die Mannschaft, die zuerst drei Punkte erreicht, in das Finale einzieht. Bei Gleichstand nach drei Spielen entschied ein Siebenmeterwerfen direkt nach dem dritten Spiel.
| Datum        | Team 1                | Ergebnis | Team 2                |
| ------------ | --------------------- | -------- | --------------------- |
| 25. Mai 2022 | GOG                   | 33:23    | Skjern Håndbold       |
| 1. Juni 2022 | Skjern Håndbold       | 30:27    | GOG                   |
| 4. Juni 2022 | GOG                   | 34:29    | Skjern Håndbold       |
| 25. Mai 2022 | Aalborg Håndbold      | 24:22    | Bjerringbro-Silkeborg |
| 1. Juni 2022 | Bjerringbro-Silkeborg | 26:31    | Aalborg Håndbold      |

### Spiel um Platz 3
Gespielt wurde im Modus Best-of-3, wobei die Mannschaft, die zuerst drei Punkte erreicht, den dritten Rang erreichte. Bei Gleichstand nach drei Spielen entschied ein Siebenmeterwerfen direkt nach dem dritten Spiel.
| Datum         | Team 1                | Ergebnis | Team 2                |
| ------------- | --------------------- | -------- | --------------------- |
| 8. Juni 2022  | Skjern Håndbold       | 28:30    | Bjerringbro-Silkeborg |
| 11. Juni 2022 | Bjerringbro-Silkeborg | 34:31    | Skjern Håndbold       |

### Finalspiele
Gespielt wurde im Modus Best-of-3, wobei die Mannschaft, die zuerst drei Punkte erreicht, den dritten Rang erreichte. Bei Gleichstand nach drei Spielen entschied ein Siebenmeterwerfen direkt nach dem dritten Spiel.
| Datum         | Team 1           | Ergebnis | Team 2           |
| ------------- | ---------------- | -------- | ---------------- |
| 8. Juni 2022  | GOG              | 25:25    | Aalborg Håndbold |
| 12. Juni 2022 | Aalborg Håndbold | 26:27    | GOG              |

## Meistermannschaft
Für den dänischen Meister GOG kamen folgende Spieler unter Trainer Nicolej Krickau zum Einsatz:
| Position        | Spieler                   | Spiele | Tore |
| --------------- | ------------------------- | ------ | ---- |
| Tor             | Viktor Gísli Hallgrímsson | 36     | 0    |
| Tor             | Torbjørn Bergerud         | 28     | 0    |
| Linksaußen      | Jerry Tollbring           | 39     | 266  |
| Linksaußen      | Emil La Cour Andersen     | 5      | 4    |
| Linksaußen      | Mikkel Kjær Møller        | 2      | 4    |
| Rückraum links  | Frederik Kiehn Clausen    | 10     | 1    |
| Rückraum links  | Emil Lærke                | 38     | 118  |
| Rückraum links  | Simon Pytlick             | 35     | 164  |
| Rückraum Mitte  | Morten Olsen              | 33     | 100  |
| Rückraum Mitte  | Mathias Larson            | 26     | 20   |
| Rückraum Mitte  | Lasse Mathias Pedersen    | 9      | 6    |
| Rückraum rechts | Mathias Gidsel            | 22     | 116  |
| Rückraum rechts | Emil Wernsdorf Madsen     | 34     | 153  |
| Rechtsaußen     | Viktor Vlastos            | 16     | 19   |
| Rechtsaußen     | Kasper Emil Kildelund     | 35     | 78   |
| Kreisläufer     | Anders Beuschau           | 10     | 1    |
| Kreisläufer     | Oscar Bergendahl          | 30     | 54   |
| Kreisläufer     | Anders Zachariassen       | 21     | 59   |

## Beste Torschützen
| Rang                                          | Spieler                | Mannschaft            | Tore (davon 7 m) | Spiele |
| --------------------------------------------- | ---------------------- | --------------------- | ---------------- | ------ |
| 1                                             | Jerry Tollbring        | GOG                   | 266 (102)        | 39     |
| 2                                             | Lasse Mikkelsen        | Skjern Håndbold       | 211 (76)0        | 36     |
| 3                                             | Bjarke Christensen     | Mors-Thy Håndbold     | 210 (68)0        | 34     |
| 4                                             | Jacob Lassen           | Bjerringbro-Silkeborg | 173 (6)0         | 37     |
| 4                                             | William Bogojevic      | Bjerringbro-Silkeborg | 173 (0)0         | 38     |
| 6                                             | Eivind Tangen          | Skjern Håndbold       | 172 (0)0         | 34     |
| 7                                             | Peter Balling          | TMS Ringsted          | 165 (6)0         | 31     |
| 8                                             | Simon Pytlick          | GOG                   | 164 (0)0         | 35     |
| 8                                             | Martin Risom           | TMS Ringsted          | 164 (16)0        | 27     |
| 10                                            | Erik Thorsteinsen Toft | Mors-Thy Håndbold     | 162 (0)0         | 32     |
| Quelle: tophaandbold.dk, Stand: 30. Juni 2022 |                        |                       |                  |        |

## Auszeichnungen
In das All-Star-Team der Håndboldligaen 2021/22 wurden folgende Spieler gewählt:
| Position        | Spieler              | Mannschaft            |
| --------------- | -------------------- | --------------------- |
| Torhüter        | Christoffer Bonde    | Skjern Håndbold       |
| Linksaußen      | Jerry Tollbring      | GOG                   |
| Rückraum links  | Simon Pytlick        | GOG                   |
| Rückraum Mitte  | Felix Claar          | Aalborg Håndbold      |
| Rückraum rechts | Jacob Lassen         | Bjerringbro-Silkeborg |
| Rechtsaußen     | Oskar Vind Rasmussen | TMS Ringsted          |
| Kreisläufer     | Oscar Bergendahl     | GOG                   |